# Убар-Туту
Убар-Туту (шум. mubara.dtu.tu) — восьмой додинастический царь легендарного периода до Великого потопа.
Основатель династии и первый из 2 известных мифических царей пятого города-государства древнего Шумера Шуруппака, расположенного на юге древней Месопотамии, предок Гильгамеша. Ему приписывалось божественное происхождение.
Имя Убар-Туту упоминается в двух источниках. Первый источник — Ниппурский царский список, в котором сообщается о царе Шуруппака Убар-Туту, правившем 18 600 лет. Он показан отцом царя Зиусудра, последнего царя перед Потопом. Второй источник — «Эпос о Гильгамеше», в 9-й таблице которого упоминается царь Убар-Туту, отец царя Утнапишти (шум. «Он обрел жизнь»), которого отождествляют с Зиусудрой Ниппурского списка.